# Ethan Champlin
Ethan Robert Champlin (Oceanside, 29 novembre 2001) è un pallavolista statunitense, schiacciatore del Lüneburg.

## Carriera

### Club
Cresciuto nei tornei scolastici californiani con la Classical Academy HS, in seguito si disimpegna a livello universitario in NCAA Division I dal 2021 al 2024 con la UC Los Angeles: con i Bruins raggiunge tre volte le fasi finali del torneo NCAA, vincendo due titoli nazionali consecutivi e diversi riconoscimenti individuali, tra i quali quello di MVP del torneo ottenuto durante il suo senior year.
Nella stagione 2024-25 debutta da professionista in Germania con il Giesen, in 1. Bundesliga: resta nella massima divisione tedesca anche nella stagione seguente, ma indossando la casacca del Lüneburg.

### Nazionale
Nel 2021 debutta in nazionale maggiore alla NORCECA Final Six, dove vince la medaglia di bronzo, bissata nell'edizione seguente. Conquista poi l'oro alla NORCECA Final Six 2023, dove viene anche premiato come miglior schiacciatore, e l'argento alla Coppa panamericana 2024.

## Palmarès

### Club
- NCAA Division I: 2

2023, 2024

### Nazionale (competizioni minori)
- NORCECA Final Six 2021
- NORCECA Final Six 2022
- NORCECA Final Six 2023
- Coppa panamericana 2024

### Premi individuali
- 2022 - All-America First Team
- 2022 - NCAA Division I: Los Angeles National All-Tournament Team
- 2023 - All-America First Team
- 2023 - NORCECA Final Six: Miglior schiacciatore
- 2024 - All-America First Team
- 2024 - NCAA Division I: Long Beach National MVP